# Министерство связи и информационных технологий Египта
Министерство связи и информационных технологий Египта отвечает за информационно-коммуникационные технологии в Арабской Республике Египет. Основанное в 1999 году, МСИТ отвечает за планирование, осуществление и управление государственными планами и стратегиями, связанных с ИКТ.
Министерство возглавляет министр связи и информационных технологий, который назначается премьер-министром и является членом кабинета министров.

## История
В сентябре 1999 года бывший президент Хосни Мубарак объявил открытие национальной программы по развитию сектора информационных и коммуникационных технологий в Египте. Цели программы заключались в содействии развитию информационного общества в Египте и стимулировании роста сильного, конкурентоспособного, динамичного, ориентированного на экспорт сектор ИКТ. Краеугольным камнем этой программы стало создание нового министерства связи и информационных технологий, в октябре 1999 года, с тем чтобы возглавить эти усилия.
МСИТ, в прошлом возглавляемое Ахмед Назифом, вскоре запустило Национальный план по связи и информационным технологиям, создание проектов и инициатив, в том числе Египетскую инициативу информационного общества, направленные на поддержку и расширение прав и возможностей государственно-частного партнерства по развитию и расширению телекоммуникационной инфраструктуры; обеспечение доступа к ИКТ для всех граждан; разработку конструктивного арабского языка, устанавлеие большого контингента квалифицированных специалистов в области ИКТ для создания и внедрения инноваций; создание основы политики и поддержки инфраструктуры для содействия росту мощной и конкурентоспособной отрасли ИКТ, а также использование ИКТ для расширения прав и возможностей развития в области здравоохранения, образования, государственного управления, торговли, культуры и других областях.